# Servizio informazioni militare
Il Servizio informazioni militare (SIM) è stato il primo strumento di intelligence militare italiano dopo la Grande Guerra, attivo dal 1925 al 1945, dipendente dalle forze armate del Regno d'Italia. Nella Repubblica Italiana fu sostituito dal SIFAR (1949-1966).

## Storia

### Origini
Una piccola struttura informativa militare l'Ufficio I dello Stato Maggiore, era stata costituita dal Regio Esercito fin dal 1900. Nel 1916 fu denominato "Servizio informazioni del comando supremo", e dal 1920 dello "stato maggiore generale". Un reparto che aveva dato buoni risultati nel corso della prima guerra mondiale. Anche la Regia Marina si dotò poi di un suo ufficio informazioni.

### Costituzione
Il SIM nacque, dal Servizio I, il 15 ottobre 1925 (R.D. 1809/25). Dal 6 febbraio 1927 (R.D. 70/27) il SIM veniva posto alle dirette dipendenze del capo di stato maggiore generale ed in esso venivano unificati i servizi informativi di Regio Esercito, Regia Marina e quello neocostituito della Regia Aeronautica.
Capo del Servizio rimase per pochi mesi, fino all’aprile 1926, il colonnello Attilio Vigevano, ufficiale degli alpini ed appassionato studioso di storia militare. Una certa avversione nei confronti del regime fascista ed uno scandalo dovuto ad intercettazioni telefoniche a danno dei potenti di turno, organizzate dal suo sottoposto, il maggiore Calleri dei Reali Carabinieri, gli procurarono l’allontanamento.
Il SIM fu quindi affidato al colonnello Carlo Barbieri fino al 1927. I successivi capi del Servizio furono il colonnello Luigi Toselli (1927-1929); il colonnello, poi generale di brigata, Mario Vercellino (1929-1931); il colonnello Vittorio Sogno (1932-1934).
In questi anni Mussolini preferì avvicendare con una certa frequenza la guida del SIM poiché non nutriva una completa fiducia nei confronti dell’elemento militare. Non vi sono prove, fino al 1934, di un coinvolgimento del SIM nella repressione dell’opposizione antifascista. Questi compiti erano delegati al Ministero dell’Interno ed in particolare all’OVRA.
D’altro canto, come si vedrà, il SIM non fu l’unico soggetto di intelligence operante all’estero durante l’intero ventennio ed a maggior ragione nei primi dieci anni. Il SIM prima del 1934 comunque rafforza le proprie strutture e concentra l’attività di intelligence, per lo più militare, su Francia, Austria e Jugoslavia.

### Organizzazione (1927 - 1934)
Poche sono le notizie sul funzionamento e l’organizzazione del SIM sino alla metà degli anni Trenta. All’inizio del 1934 il SIM era strutturato su cinque sezioni: 
- la prima (I) denominata "Situazione" ed articolata per Stati esteri, si occupava dell’analisi delle informazioni raccolte;
- la seconda (II) era dedicata alle reti di raccolta;
- la terza (III) al controspionaggio sul territorio nazionale;
- la quarta (IV) al personale;
- la quinta (V) alla decrittazione. Vi era poi un servizio intercettazione radio e un servizio fotografico. Questo per quanto concerne gli uffici di Roma.

Vi erano quindi quattro sezioni statistica dislocate nei pressi delle frontiere, rispettivamente a Torino, Milano, Verona e Trieste, quali centri avanzati per la raccolta di informazioni e dieci centri di controspionaggio basati presso i comandi dei Corpi d’Armata. Sempre a Roma vi era anche un centro radiotelegrafico.
Con il SIM infine collaborava, pur non avendo dipendenza gerarchico-funzionale diretta, la rete degli addetti militari presso le ambasciate d’Italia. Il SIM nel 1934 aveva comunque dimensioni ridotte: contava su una quarantina di uomini in servizio (eccetto gli informatori), per lo più provenienti dal Regio Esercito con una forte componente dei Reali Carabinieri, ed un bilancio di due milioni di Lire. L’atteggiamento volto a tollerare una certa autonomia da parte di Mussolini è però destinato a cambiare con la nomina alla direzione del SIM, nel gennaio 1934, del colonnello Mario Roatta.

### L’era Roatta (1934 - 1939)
(Giuseppe De Lutiis Storia dei servizi segreti in Italia, pp. 12-13, Roma 1991.)
Grazie al pieno appoggio di Mussolini, all’amicizia di Galeazzo Ciano, sottosegretario alla Stampa e Propaganda e futuro ministro degli Esteri, e del suo capo di Gabinetto Filippo Anfuso, il nuovo capo del SIM si mise subito al lavoro. Roatta aveva fatto esperienza nel SIM già nel corso degli anni Venti, ricoprendo incarichi a Varsavia ed Helsinki.
Le esigenze di Mussolini erano al momento due: in primo luogo, con l’aumentare delle ambizioni internazionali del regime, occorreva dotarsi di un vero e proprio strumento di intelligence per l’estero, magari mettendo ordine all’azione dei molteplici corpi separati dell’amministrazione. In secondo luogo si intendeva piegare anche il canale militare all’esigenza di reprimere le rinnovate organizzazioni antifasciste all’estero.
Come si è detto, il SIM in questi anni non era l’unico strumento di intelligence: vi è anzi traccia di operazioni a conoscenza o dirette da varie amministrazioni. Ad esempio esisteva un Ufficio Croazia che si occupava degli irredentisti in Jugoslavia, ed in particolare degli Ustascia, presso il Ministero degli esteri. Un altro Ufficio Croazia dedicato agli esuli "ospiti" in Italia operava presso il Ministero dell’interno. Nel corso del conflitto di Spagna, una struttura dalla spiccata vocazione ad azioni di intelligence fu il GABUS o Gabinetto Ufficio Spagna, presso il Ministero degli esteri. Ancora di intelligence si occupava il sottosegretariato alla stampa e propaganda presso la Presidenza del Consiglio dei ministri prevalentemente, ma non esclusivamente, con azioni di sensibilizzazione della stampa straniera ed attraverso una rete di inviati italiani all’estero. Da ricordare infine l’attività di Eugenio Coselschi e dei suoi Comitati d’Azione per l’Universalità di Roma (CAUR), spesso troppo vicini a complotti internazionali di varia entità e natura.
Alla guida del Servizio, Roatta in pochi mesi raddoppiò il bilancio a disposizione portandolo a quattro milioni di lire e permettendosi quindi una ben più ricca rete di collaborazioni. Le sezioni divennero sette, innanzitutto con l’unificazione e il potenziamento dei centri di intercettazione telefonica e telegrafica. La VII Sezione venne invece dedicata al collegamento del SIM con gli addetti militari all’estero. Successivamente nascerà anche una sezione "Prelevamento" che darà negli anni a venire, specialmente quelli del conflitto, grandi soddisfazioni al SIM. Si tratta di un gruppo di agenti specializzati nel trafugare codici crittati dalle sedi diplomatiche romane o all’estero. Tale "eccellenza" del SIM è dovuta all’esistenza di un doppio corpo diplomatico a Roma, uno presso il Regno e l’altro presso la Santa Sede. Venne infine rafforzata da Roatta la III Sezione "Controspionaggio", che già da due anni era guidata dal tenente colonnello dei Carabinieri Giuseppe Pièche.
Nonostante il progressivo impiego del SIM di Roatta in covert actions eticamente condannabili, non vi sono riscontri storici di un coinvolgimento del SIM nell’assassinio di Alessandro I di Jugoslavia e del ministro degli Esteri francese Louis Barthou, avvenuto a Marsiglia il 9 ottobre 1934. Gli autori dell’attentato, separatisti macedoni del VMRO e ustascia croati, avevano però goduto di appoggi e connivenze della polizia politica, del Ministero degli esteri italiani e dei CAUR.
Peraltro è noto che nel primo biennio della propria direzione, Roatta intrattenne una politica "distensiva" nei confronti dei colleghi francesi del Deuxième Bureau. Questa politica coincise con un depotenziamento della sezione statistica di Torino ed un potenziamento di quelle di Milano e Verona in chiave antitedesca. Negli stessi mesi Roatta fece missioni nella Germania nazista per "contrattare" con l’Abwehr appunto la liberazione di agenti francesi. Questa politica di buon vicinato terminò di colpo alla fine del 1935 con l’approssimarsi dei conflitti di Etiopia e Spagna. Gli stessi ambienti del Deuxième Bureau, nazionalisti di destra, smisero di intrattenere relazioni con l’Italia fascista al momento della vittoria del Fronte Popolare nella primavera 1936.

#### La guerra d’Etiopia e il caso Jacir Bey
Il primo vero banco di prova per Roatta fu la guerra di Etiopia. Pochi mesi prima dell’inizio del conflitto venne creata una sezione speciale AO (Africa Orientale) che agiva in due direzioni: contrastando gli intelligence inglese e francese nell’appoggio all’Etiopia, e contenendo il traffico di armi dall’Europa verso l’esercito dell’imperatore Hailé Selassié. Il comandante della Sezione AO, Emilio Faldella ed il responsabile in Africa Orientale Vezio Lucchini, tentarono di infiltrare la corte del Negus, grazie all’azione del loro agente Jacir Bey, un finanziere palestinese che compì, a fronte di significativi compensi, azioni di disinformazione nell’entourage dell’imperatore.
Particolare attività di "osservazione" venne compiuta a Gibuti, principale sbocco al mare del Negus. Nella piccola colonia francese affluirono, alla volta dell’Etiopia, numerosi "tecnici" militari ed esperti di infrastrutture da Paesi europei, nonché alcuni volontari e persino avventurieri. Alcuni nostri agenti individuarono ad esempio una missione militare belga di una quindicina di ufficiali. Sempre secondo fonti italiane, un’altra missione, del Genio Militare svedese, fu particolarmente attiva nel rafforzamento delle fortificazioni nella zona di Harrar. Del resto il principale consigliere militare di Hailé Selassié era appunto il generale svedese de Virgin. Da Gibuti partiva inoltre la ferrovia per Addis Abeba, costruita dai francesi circa trenta anni prima. Nel piccolo porto giunsero quindi armi e munizioni destinate all’esercito etiope.
Il SIM fu poi attivo anche nel tentativo di sobillare il maggior numero di minoranze etniche dell’Etiopia contro l’elemento dominante amhara. Azioni mirate furono svolte sui galla, gli harrarini, i tigrini ed i somali.
Un altro episodio interessante di questo conflitto fu un’operazione volta a mitigare la condanna nell’impiego di gas venefici da parte del Regio Esercito nel corso della guerra. I giornalisti stranieri presenti al fronte, al seguito delle truppe del Negus, avevano già scritto numerosi reportage nei quali si faceva riferimento a tale crimine di guerra compiuto dagli italiani. Il SIM venne a conoscenza del fatto che un servizio fotografico sulle vittime dei gas era stato spedito ad un noto giornale londinese. Gli agenti italiani riuscirono quindi ad intercettare le immagini ed a sostituirle con altre foto che ritraevano vittime della lebbra. Il quotidiano britannico non si accorse dell’inganno e pubblicò il servizio. Fu quindi facile per la diplomazia italiana controbattere dimostrando che i morti non avevano nulla a che fare con i gas.

#### Il conflitto di Spagna e l’omicidio dei fratelli Rosselli
Ma è con lo scatenarsi della guerra di Spagna, nell’estate del 1936, che il SIM si trasformò definitivamente in strumento politico del regime. Un approfondimento merita quindi l’impiego particolarmente "disinvolto" del Servizio nel corso della guerra di Spagna e significativamente le responsabilità avute nell’assassinio del leader di Giustizia e Libertà Carlo Rosselli e di suo fratello Nello.
Possiamo individuare tre principali linee d’azione del SIM nel biennio 1936 - 1937. Innanzitutto il ruolo nei primi mesi della missione militare italiana in Spagna, volto a coordinare e gestire gli interventi di Aeronautica, Marina e dei cosiddetti "turisti", ovvero i primi volontari fascisti nel campo nazionalista che appunto godevano di visto turistico. La presenza in Spagna fu corroborata da una significativa azione di spionaggio e controspionaggio, data la forte componente di volontari italiani antifascisti nelle Brigate Internazionali dell’Esercito Repubblicano. L’intero gruppo di vertice del SIM ricoprì quindi prima incarichi di collegamento presso il Comando Supremo del generale Francisco Franco e poi andò a formare, fino alla metà del 1937, l’intero comando del Corpo Truppe Volontarie (CTV). Lo stesso Mario Roatta fu nominato nel 1936 comandante del CTV e fino agli inizi del 1939 rimase in Spagna dirigendo il SIM in Italia solo formalmente.
In secondo luogo fu operata un’azione di controllo dei flussi, prevalentemente via mare, di armi destinate ai porti repubblicani spagnoli (Barcellona, Cartagena e Malaga). Tale azione venne assolta concentrando l’attenzione in due luoghi: a Istanbul per quanto concerneva i mercantili in provenienza dall’Unione Sovietica, ed a Marsiglia per i flussi provenienti dalla Francia.
(Andrea Vento Pirati nel Mediterraneo!, in Rapidi ed invisibili. Storie di sommergibili, p. 151, Milano 2007)
In terzo ed ultimo luogo venne rafforzata la collaborazione con la polizia politica, l’OVRA nel sopprimere gli elementi più attivi del Partito Comunista d’Italia e delle formazioni fuoriuscite dalla Concentrazione Antifascista, in particolare Giustizia e Libertà, il Partito Repubblicano Italiano, il Partito Socialista Italiano ed alcuni militanti del movimento anarchico. Tutte formazioni che avevano comunque eletto quale proprio sanctuary la Francia del Fronte Popolare di Léon Blum e che avevano moltiplicato dal luglio 1936 l’attività di propaganda e sostegno, in uomini e mezzi alla Repubblica spagnola. Ma anche il regime fascista poteva contare su nuovi Alleati in Francia: gli uomini del variegato e ricco mondo delle formazioni nazionaliste monarchiche e filo-fasciste moltiplicatesi dopo le violente manifestazioni del febbraio 1934.
(Giuseppe De Lutiis, Storia dei servizi segreti in Italia, p. 13, Roma 1991)
Uomo chiave di questo ed altri oscuri complotti fu il colonnello Santo Emanuele, nuovo capo della sezione III "Controspionaggio" del SIM. Anch’egli ufficiale dei Carabinieri, aveva preso il posto del collega Pièche, che era stato trasferito in Spagna. Emanuele godeva dell’appoggio di Ciano e del suo capo di Gabinetto Filippo Anfuso. Grazie all’aiuto del suo sottoposto Maggiore Roberto Navale, capo del centro controspionaggio di Torino, stabilì un contatto con il Comité Secret d’Action Révolutionnaire (CSAR), noto alla stampa come la Cagoule il cui leader era Eugène Deloncle.
Emanuele e Navale si relazionarono, anche attraverso il tenente dei Carabinieri Manlio Petragnani (l’agente "Francesco" che dirige una rete SIM a Marsiglia), con l’agente "Dd", probabilmente il capo del CSAR di Nizza Joseph Darnand, col quale venne stipulato un accordo: in cambio di una partita di moschetti, i cagoulards compirono una serie di attentati dinamitardi a danno di mercantili e convogli ferroviari carichi di armi e diretti in Spagna. Gli stessi sicari effettuarono inoltre una serie di omicidi politici. I fratelli Rosselli innanzitutto, ma anche l’agente sovietico Serghei Nikitin. Esecutori dell’assassinio dei Rosselli furono quattro cagoulards guidati da Jean Filliol.
È interessante notare che il centro controspionaggio di Torino godette nei mesi della guerra di Spagna di enormi risorse. Corrispondeva, secondo un preciso prezzario, premi agli agenti operanti in Francia e Spagna per ogni piroscafo affondato, locomotiva o convoglio deragliato, autocarro distrutto. Inoltre v’era una sorta di assicurazione per l’agente catturato, ferito o ucciso in azione. Il centro di Torino era finanziariamente ben dotato soprattutto grazie ai proventi del “Cafè Jolanda”, un bordello di Sanremo che gestiva attraverso una tenutaria-informatrice.
Mancano fonti certe, ma l’omicidio dei fratelli Rosselli sarebbe stato cosa nota ed approvata dal generale Mario Roatta e dal colonnello Paolo Angioy, allora direttore interinale del SIM. Roatta, Angioy, Emanuele, Navale, Petragnani ed Anfuso saranno processati nel 1945 per l’omicidio. Condannati in prima istanza furono graziati nel 1946. Roatta riuscì nel corso del processo a fuggire dall’ospedale militare presso il Liceo Virgilio e riparare nella Spagna franchista, dalla quale tornerà solo nel 1966. Angioy invece fu successivamente assolto (nel 1949) con formula piena.
Mussolini, da uomo pratico qual era, mise in soffitta il SIM nel biennio 1937-1939. L’omicidio Rosselli ed i legami con l’eversione francese avevano scatenato le ire del Deuxième Bureau. A detta del generale Giacomo Carboni, il SIM divenne in questi due anni null’altro che "un inutile ufficio di ritagli di giornali", con a capo dal giugno 1937 il ben più mite colonnello Donato Tripiccione. Secondo quanto si apprese nel corso del processo Roatta, i "servizi speciali", ovvero le covert actions, furono trasferiti sotto le dirette dipendenze del sottosegretario alla Guerra, generale Alberto Pariani. Ma di questo "ufficio" non si trova alcuna traccia nelle fonti ufficiali. Nel 1937 il SIM aiutò comunque sistematicamente i moti anti britannici in Palestina.
Nel giugno 1939 Tripiccione fu sostituito dal generale Giacomo Carboni, proveniente dallo Stato Maggiore.

### Il SIM nella seconda guerra mondiale
A quanto risulta il SIM svolse un’ottima attività durante la seconda guerra mondiale ed anche un’azione di riscatto nel corso della Guerra di Liberazione. I risultati del triennio di guerra vennero ottenuti nonostante una riforma del sistema informativo italiano che non permise di arrivare all’appuntamento del conflitto nel migliore dei modi: il SIM era infatti tornato a rappresentare nel "sistema" il solo Regio Esercito. All’entrata in guerra il SIM dipendeva dal Capo di Stato Maggiore dell’Esercito per quanto concerne gli aspetti informativi tecnico-militari, e dal Ministero della Guerra per gli aspetti organizzativi, disciplinari e amministrativi.
Sia la Marina che l’Aeronautica si erano dotati rispettivamente del SIS (Servizio Informazioni Segrete) e del SIA (Servizio Informazioni Aeronautica). Il primo ebbe una certa consistenza in termini di rete, di raccolta informazioni e di attività operative, concentrandosi ovviamente su obiettivi collegati alla Royal Navy ed all’attività di mercantili nemici o neutrali. Mentre il SIA rimase sostanzialmente embrionale nel corso di tutto il 1940 ed andò specializzandosi nell’analisi delle attività, per lo più fotografiche, di ricognizione aerea. La citata organizzazione e l’incomunicabilità tra i vari servizi rispecchiarono gli analoghi limiti che contraddistinsero i rapporti tra i vari stati maggiori nel corso di tutta la guerra. In alcuni casi si rasentarono veri e propri conflitti, pedinamenti ed arresti reciproci tra i vari servizi proliferanti in Italia ed operativi all’estero.
Il SIM era tornato all’operatività grazie alla direzione del generale Carboni, che lo guidò fino settembre 1940. Carboni però non gode ancora oggi, giustamente, a livello storico di stima, nonostante sia stato certamente il "meno fascista" dei capi del SIM.
(Thaddeus Holt, The Deceivers, New York 2004.)
Carboni è passato alla storia per due contrasti con i vertici del regime e soprattutto per il suo sciagurato comportamento (degno della Corte marziale e del suo "protettore" Badoglio). Innanzitutto volle liberarsi dell’onnipresente capo della Sezione III "Controspionaggio", il colonnello dei Carabinieri Emanuele. Tentò un attacco tra la fine del 1939 e l’inizio del 1940, scrivendo un lungo atto d’accusa al sottosegretario Pariani, elencando varie prove della "disinvoltura" di Emanuele e di come questi utilizzasse la propria posizione per favorire alcuni ambienti politici. Ma come si sa, il capo del Controspionaggio aveva forti protezioni, in particolare al Ministero degli Esteri, ed impose quindi la più paradossale delle soluzioni.
In un momento in cui il SIM avrebbe dovuto dimostrare tutta la forza possibile nell’approssimarsi dell’ingresso in guerra si andava a perdere, per ragioni politiche, un nuovo pezzo: la fatidica Sezione III (Controspionaggio) guidata dal colonnello Santo Emanuele, veniva scorporata il 24 aprile 1940 dal SIM, con la creazione di un nuovo servizio, il CSMSS (Controspionaggio Militare e Servizi Speciali). La "scissione", che aveva incontrato i favori di alcuni elementi dei Reali Carabinieri nella ricerca di una certa autonomia, rientrò poi il 5 gennaio 1941, alla luce della necessità di concentrare ogni sforzo nel pieno del conflitto bellico.
Ma Carboni attrasse, negativamente, l’attenzione del Duce su un’altra questione: egli aveva espresso una posizione fortemente critica verso l’ingresso in guerra dell’Italia. Il generale rifletteva, con le proprie analisi, il sentimento degli stati maggiori italiani e del suo mentore, Maresciallo Badoglio. Il capo del SIM andò però oltre il proprio mandato poiché, dopo una missione in Germania, riferì a Mussolini che l’alleato era fortemente scoraggiato e non in grado di affrontare le soverchianti forze francesi e britanniche (i fatti dimostrarono la sua incompetenza militare ed il fatto che la sua carriera - come quella di Badoglio - era basata soprattutto sulle conoscenze negli ambienti che contano). Queste analisi non impressionarono affatto Mussolini ma lo spinsero a decapitare il SIM all’indomani della conquista di Francia da parte della Wehrmacht. Il 20 settembre veniva quindi nominato alla guida del SIM il generale Cesare Amè, uomo capace e dotato di una solida esperienza nel campo dell’intelligence.
Gli storici italiani tendono giustamente a descrivere Carboni come un buon promotore di sé stesso ma carente nelle reali capacità di intelligence. Nell’autunno 1940 il SIM era comunque strutturato su un Capo Servizio, un Vicecapo Servizio, tre Uffici: l’Ufficio "Calderini", che riguarda la parte "offensiva" del Servizio, su sei sezioni; l’Ufficio "Zuretti", che ereditava le sezioni "situazione" ed era ora articolato in quattro sezioni; l’Ufficio "Bonsignore", che riguardava la parte "difensiva" ed era quindi l’erede della III Sezione, ora su quattro sezioni e numerosi "Centri Difensivi Speciali" (CEDIS). Vi erano infine una sezione amministrativa ed una di collegamento con il Ministero degli Esteri. Gli uffici venivano per la prima volta intitolati a delle Medaglie d’Oro del Servizio. Sul tema dei centri operativi all’estero, le cosiddette "residenze" o "antenne" sotto le più svariate coperture, si passò velocemente dai 12 centri dell’agosto 1940 a quota 41 nel maggio 1941.

#### Le azioni di guerra del SIM
Nel settembre 1940 Mussolini sostituì Carboni con un ufficiale di 48 anni, il colonnello Cesare Amè, che contava su una solida esperienza all'interno del SIM. Amè riuscì, grazie all’aiuto del sottosegretario alla Guerra, generale Alfredo Guzzoni, e con il rientro del controspionaggio nel SIM dopo solo otto mesi di autonomia, a liberarsi finalmente dell’ingombrante colonnello Emanuele. Alla guida dell’ufficio "Bonsignore" approdò quindi il 5 gennaio 1941 il colonnello Vincenzo Toschi. Amè abilmente rimise anche un po’ di ordine nella complessa mappa dei servizi italiani: innanzitutto ottenne il 10 giugno 1941 che il SIM tornasse a dipendere dal comando supremo e quindi a prevalere gerarchicamente rispetto a SIS e SIA. Il 1º novembre 1941 ottenne la nascita del SIE (Servizio Informazioni Esercito), "parigrado" di SIS e SIA. Infine Amè ottenne nell’ottobre 1942 che tutto il controspionaggio venisse concentrato nel SIM, abolendo le analoghe sezioni di SIS e SIA.
A tal proposito, G. Bagnoli, studioso e autore di un libro sull'intelligence italiana nel secondo conflitto mondiale, e principalmente dedicato alla figura del Generale Cesare Amé e di quanti collaborarono con lui durante la guerra, riconosce proprio ad Amé di aver fatto ordine in questa grande "confusione" dei servizi segreti italiani, tanto che capitò spesso che agenti di un servizio segnalassero come sospette spie funzionari di un altro servizio o che venissero ostacolate operazioni già in avanzata esecuzione. Pertanto, nelle parole di Bagnoli, il grande merito di Amé è stato soprattutto quello
"di aver creato, nella storia d'Italia, una prima intelligence radicata e strutturata, che si prefiggeva compiti e scopi precisi".
Tra i successi operativi di questi anni del SIM, vi è innanzitutto il Furto del Black Code realizzato dalla Sezione "Prelevamento" (o Sezione P) del maggiore dei Carabinieri Manfredi Talamo, che trafugò nel settembre 1941 dall’ambasciata americana a Roma i codici crittografici statunitensi. Questo successo fu di fondamentale utilità nei primi mesi della guerra in Africa, ed apprezzatissimo sia dal generale Erwin Rommel che dal maresciallo Albert Kesselring, fino al momento in cui gli Alleati non scoprirono, con la cattura di un ufficiale tedesco, il possesso da parte dell’Asse dei codici.
Come ricordato da più parti, e, recentemente, in un volume dedicato agli uomini di Cesare Amé che operarono dentro e fuori dai confini nazionali nel corso del secondo conflitto mondiale,
(Gabriele Bagnoli, Cesare Amé e i suoi Agenti, Idrovolante Edizioni, Roma, 2019.)
Altri significativi risultati furono ottenuti grazie all’importante rete di informatori ed agenti, soprattutto nelle principali città del bacino mediterraneo. Numerosi agenti del SIM erano membri delle ricche comunità levantine, greche ed ebraiche d’oriente. Decine di radiotrasmittenti del SIM operarono sino alla metà del 1943 dai cinque continenti e da località tanto esotiche quanto strategiche, come è il caso di Kabul. Da approfondire infine il ruolo del SIM nell’appoggiare azioni dell’irredentismo maltese, del nazionalismo arabo (in particolare in Egitto, Iraq e Libano) e di alcuni gruppi armati del sionismo revisionista in Palestina. Il SIM collaborò con le emissioni di Radio Bari, l’emittente dell’EIAR in lingua araba.
Il SIM non mancò di impegnare propri uomini in lunghe missioni dietro le linee nemiche: è il caso di Alberto Bechi Luserna in Francia nel 1940 e di Paolo Caccia Dominioni in Egitto nel 1941. Proprio il centro SIM del Cairo, diretto dal colonnello Carlo Sirombo che agì sotto le spoglie di un mercante spagnolo, fu tra quelli che portarono i migliori risultati del conflitto. Un altro centro operò ad Alessandria. Il SIM si avvalse inoltre dell’opera di numerose bande beduine che facilmente attraversavano il confine tra Egitto e Libia. Questo è il caso della rete dello sceicco Mustafa Ben Harun e del brillante doppiogiochista Ahmed Sayed che lavorò contemporaneamente per il SIM e il Field Security Service del Cairo. Il capo del controspionaggio britannico in Egitto, A. W. Sansom, nelle sue memorie racconta l’affascinante e complessa battaglia parallela contro gli italiani.
Valido fu anche il contributo del centro in Africa Orientale Italiana diretto dal colonnello Bruttini. Debole è stata invece la presenza a Malta, così come sfortunata l’impresa del giovane irredentista Carmelo Borg Pisani. Sia in Africa settentrionale che in Grecia tra il 1940 e il 1941 il SIM ebbe la capacità di prevedere i disastri militari dell’inizio del conflitto. In maniera tipicamente italiana, questa "eccellenza" del SIM cominciò ad essere tacciata di eccessivo pessimismo e definita iettatoria dai vertici politici e militari del regime. Entusiasmante è stato invece l’apporto del SIM nel corso della breve campagna jugoslava dell’aprile 1941: grazie a "inserimenti" radiotelegrafici si giunse a falsificare dispacci contenenti ordini per le unità jugoslave, recando grande confusione nel campo avversario.
Estremamente precisi furono infine i bollettini settimanali che il SIM forniva ai vertici del regime, con una visione realistica dell’andamento del conflitto sui vari fronti, dei giochi diplomatici e delle influenze economiche in molti Paesi neutrali. Nonostante essi giungessero puntuali alla Segreteria particolare del Duce, risulta che Mussolini raramente li tenne in debito conto. L’esame dei contenuti dei bollettini SIM permette di affermare che la qualità del lavoro negli anni del conflitto fu ai massimi livelli tra i servizi di intelligence dei Paesi belligeranti.
Nel 1942 - 1943 il SIM moltiplicò gli ambiti di collaborazione con le migliori espressioni dei "reparti speciali" italiani della Seconda Guerra Mondiale, ispirandosi per lo più all’esperienza britannica dello Special Air Service (SAS) e del Long Range Desert Group (LRDG). Questo è il caso del 10º reggimento Arditi, del I battaglione carabinieri paracadutisti, e, per quanto riguarda il SIS, della Xª Flottiglia MAS e dei reparti speciali del reggimento San Marco.
Secondo varie fonti esistenti, il SIM agì quasi sempre cercando di tenere a debita distanza l’Abwehr, anche se non mancano prove dall’inizio del 1943 di uno scambio di "pessimistiche" informazioni sull’andamento del conflitto tra l’Ammiraglio Wilhelm Canaris e il generale Amè.

#### Le principali azioni di controspionaggio e di difesa
Anche in madrepatria il SIM ottenne importanti risultati. Occorre segnalare che alla fine del 1941 il suo organico era pressoché raddoppiato dall’inizio della guerra con 300 ufficiali, 600 sottufficiali ed altrettanti specialisti di truppa. La rete aveva infine più di 9000 informatori. Oltre al citato lavoro della sezione P, specializzato nel "frugare" nelle sedi diplomatiche straniere, occorre segnalare tre importanti linee d’azione: innanzitutto la minuziosa opera di censura militare che giunse a coinvolgere più di mille uomini alle dirette dipendenze del SIM e permise la scoperta di numerose fughe d’informazioni verso il nemico.
La V fu un’altra sezione fondamentale (Intercettazione e Decrittazione). Un gruppo di ufficiali, formati negli anni Trenta dal colonnello degli Alpini Vittorio Gamba, condusse un lavoro di tutto rispetto e professionalità, che non poté raggiungere i livelli del Servizio Ultra di Bletchley Park solo perché i vertici italiani credettero poco a questo tipo di guerra.
Ebbe un ruolo nella positiva conclusione della battaglia di mezzo giugno del 1942. Intercettò infatti la notizia della partenza di due convogli alleati, inconsapevolmente rivelata in anticipo dall'addetto militare statunitense in Egitto, il colonnello Bonner Fellers, che aveva presentato a Washington rapporti militari dettagliati sulle attività britanniche. Il messaggio americano fu decifrato grazie al codice Black Code scoperto dall'intelligence militare italiana.
Ma il vero illusionista del controspionaggio italiano fu il tenente colonnello Giulio Fettarappa Sandri, specializzato nella caccia alle spie e nel loro "rivoltamento" secondo copioni che la sua squadra elaborò con fantasia. Fettarappa organizzò finte evasioni di agenti, colpi di mano e sabotaggi contro nostre postazioni militari (dai danni minimi ma riportate con dovizia di particolari sui quotidiani), e neutralizzò intere reti di potenze nemiche in Italia. Questo primato fu mantenuto fino a tutto il 1942, e per stessa ammissione di storici anglo-americani, non permise una reale infiltrazione nel territorio italiano:
(Thaddeus Holt, The Deceivers, New York 2004.)
Ma vediamo una lista dei successi di Fettarappa e dei suoi uomini:
(SIFAR, Il servizio informazioni militare italiano dalla sua costituzione alla fine della seconda guerra mondiale, Roma 1957.)
Forse di qualche interesse è il fatto che la rete sovietica neutralizzata fosse annidata all’interno del Vaticano. Non è infine da escludere che i canali sapientemente costruiti dal SIM possano essere stati utili, col volgere negativo del conflitto nella prima metà del 1943, a lanciare qualche sorta di messaggio oltre le linee nemiche. Fettarappa è infatti tra gli uomini utilizzati dal Comando Supremo nella delicata fase tra il 20 agosto e il 3 settembre 1943 per tenere contatti con gli anglo - americani.

### Il SIM e la Guerra di Liberazione
Complesso è il tema del ruolo del SIM nelle fasi precedenti l’armistizio e nel corso della successiva Guerra di Liberazione. Non vi sono innanzitutto dubbi sul fatto che esso, in particolare il controspionaggio, abbia preso parte, assieme ad altri corpi dello Stato, nel processo che portò al 25 luglio ed al conseguente 8 settembre. Appare altresì chiaro che durante la delicata fase tra le menzionate date, la Corona ed il Maresciallo Pietro Badoglio privilegiarono nella propria azione lo Stato Maggiore dell’Esercito, l’Arma dei Reali Carabinieri, alcune sedi diplomatiche in Stati neutrali ed, infine, numerosi ufficiali dello stesso SIM.
Nella delicata fase precedente l’8 settembre il SIM fallì però nel compito affidatogli: confondere e quindi dissuadere i tedeschi dall’entrata in forze in Italia. In tal senso l’incontro del 2 agosto al Lido di Venezia di Amè con Canaris, riportato in tutte le fonti, non ebbe alcuna utilità: lo stesso Canaris era in Germania nel novero dei possibili futuri traditori. Lo SD Ausland, il servizio di Himmler parallelo e concorrente dell’Abwehr vide giusto e segnalò ad Hitler sia le intenzioni armistiziali di Badoglio che il tradimento di Canaris.
Questo insuccesso, nonché una certa neutralità di Amè rispetto ai fatti del 25 luglio, spinsero Badoglio a commissariare il SIM e rimetterlo il 20 agosto nelle mani di una vecchia conoscenza, il generale Carboni, che lo guidò sino al 10 settembre (data della sua fuga da Roma). Nei venti giorni che seguirono, Carboni si concentrò nell’azione antifascista, poiché aumentavano a dismisura le preoccupazioni per un possibile nuovo colpo di Stato, in questo caso di segno contrario a quello di luglio e quindi favorevole a Berlino.
(Giuseppe De Lutiis, Storia dei servizi segreti in Italia, Roma 1991.)
Dopo l’8 settembre il SIM si trovò a combattere una battaglia per la sopravvivenza. Parte dei suoi quadri e delle sue sezioni ed uffici andarono in clandestinità nell’Italia occupata, entrando a far parte della Resistenza. Solo quattro gli ufficiali riparati a Bari, che si prodigarono nella riorganizzazione del Servizio, partendo da un "Ufficio Informazioni e Collegamento". Già in ottobre il SIM era strutturato su tre, poi quattro, sezioni (Situazione, Offensiva, Controspionaggio - che ripresero i nomi di Zuretti, Calderini e Bonsignore - e Organizzazione). Venne inoltre trasferita la sede da Bari a Napoli, aumentarono gli effettivi e si cominciò a tessere nuove reti nell’Italia occupata.
La sezione Calderini operò sotto stretta osservazione degli Alleati e ricostruì numerosi legami con le unità partigiane operanti nell’Italia occupata e poté contare sull’aiuto di Marina ed Aeronautica per organizzare numerose operazioni logistiche. La Sezione Organizzazione infine si occupò di censura, cifrari e collegamenti radio. La Marina comunque mantenne un proprio Servizio Informazioni. Un altro ufficiale del SIM, il tenente colonnello dei Carabinieri Ugo Luca era responsabile intelligence della banda Caruso.
Mentre l’ex capo del controspionaggio, colonnello Toschi, guidava una banda partigiana nella provincia di Rieti, a Roma vennero a formarsi due reti. Sulla prima, dal nome "Ufficio di Collegamento col Comando Supremo" e prevalentemente militare, si accanì la reazione del controspionaggio tedesco: tra i suoi capi il colonnello Giuseppe Cordero di Montezemolo e il tenente colonnello Giorgio Ercolani che finirono torturati e fucilati alle Fosse Ardeatine. La rete di Montezemolo comprendeva anche i gruppi operanti al nord sotto il comando di Ferrè e Gasparotto. Un’altra rete romana si concentrava sulla raccolta di informazioni da inviare a sud. Si chiamava "Centro Radio" o Centro "R". Il suo capo era il tenente colonnello Ernesto Boncinelli, mentre suo vice fu il tenente colonnello Giovanni De Lorenzo, futuro direttore del SIFAR. Al momento della liberazione, solo a Roma, operavano circa 300 agenti. Un’altra importante rete fu infine posta in essere dal comandante dell’Accademia Militare di Modena, il colonnello Giovanni Duca, che verrà catturato e fucilato a Verona.
Il SIM inizialmente collaborò con lo Special Operations Executive (SOE) e il Secret Intelligence Service, che ebbero fino alla metà del 1944 una sorta di monopolio nei rapporti con il nostro intelligence. Ciò era dovuto a molteplici fattori: innanzitutto gli ufficiali britannici tendevano a trattare i colleghi italiani senza eccessiva superiorità e valorizzandone le azioni di intelligence. Inoltre Londra privilegiava l’opzione monarchica, condivisa dalla quasi totalità degli ufficiali del SIM.
L’OSS, da parte sua, ebbe una politica duplice: alcuni suoi agenti, in particolare Serge Obolenski e il maggiore André Bourgoin, capo della sezione SIM dell’OSS, tendevano a sostenere la linea di evitare ogni collaborazione con la Resistenza comunista. Altri, come il maggiore Peter Tompkins e il capitano Max Corvo, privilegiarono i propri rapporti con la Resistenza democratica, giungendo a creare un vero e proprio nuovo servizio italiano che sostenesse il CLN: nacque così nel novembre 1943 a Napoli l’Organizzazione Resistenza Italiana (ORI), posta al comando di Raimondo Craveri, genero di Benedetto Croce. L’ORI poté contare su un nutrito numero di elementi della Regia Marina per i propri servizi tecnici e su circa 45 agenti di reti operative in Italia settentrionale, per lo più volontari liberali, repubblicani e azionisti. I rapporti tra SIM e ORI non furono facili a causa delle reciproche diffidenze politiche.
Con la liberazione di Roma avvennero due fatti importanti: l’Ufficio I tornò ad essere il SIM e venne quindi operata una profonda riorganizzazione del Servizio, posto sotto il comando del colonnello Pompeo Agrifoglio. Aumentò l’organico, seppure nettamente inferiore rispetto a quello del 1943, e le sezioni divennero sei e dopo poco nove: organizzativa; elaborazione dei dati; contatti con gli altri organi informativi; personale; cifrari; "altre attività"; collegamenti radio; aeronautica; di collegamento con la Marina. In agosto del 1944 riprese il nome di SIM.
Va contemporaneamente notato che anche la Repubblica Sociale Italiana si dotò di un Servizio Informazioni Difesa (SID, da non confondere con l’omonimo servizio che ha operato nel corso della storia repubblicana). Il SID della RSI operò attraverso una serie di Centri (ad es. Delta quello di Milano e Sigma quello di Como) e si occupò per lo più di controspionaggio militare. Era composto da Carabinieri che avevano aderito alla Repubblica di Salò e da elementi del riorganizzato esercito della RSI.
Nel settembre 1944 la sezione difensiva del SIM fu organizzata in Servizio autonomo di controspionaggio. Il 26 dicembre 1944 la Missione Militare Alleata in Italia indirizzò al Ministero della Guerra una lettera con la quale si stabiliva che i reparti del S.l.M., che avrebbe cambiato nome, sarebbero stati denominati, per i rapporti con gli alleati, Italian Army Intelligence (I.A.I.), sotto il controllo dell’OSS statunitense. Ma contemporaneamente fu istituito il l° gennaio 1945,il Servizio Informazioni militare presso il Comando Supremo italiano, che aveva continuato la sua attività indipendentemente dagli alleati.

### Dopoguerra
In quegli anni, sotto l’influenza degli specialisti di affari italiani dell’OSS e poi della CIA (James Angleton, Carmel Offie, Henry Tasca, Earl Brennan), agirono un’unità di controspionaggio presso il Ministero dell’Interno e diversi Uffici I presso i principali comandi militari.
Il 15 agosto 1946 tutte le attività di controspionaggio furono unificate, alle dirette dipendenze Ufficio I dello S.M. dell'Esercito italiano.
Nell'ottobre 1948 il generale di artiglieria Giovanni Carlo Re fu designato a guidare l'Ufficio I.
Nell'aprile 1949 l'Ufficio Informazioni dello S.M.E. passò al neo costituito Servizio informazioni forze armate (SIFAR), composto con personale delle tre Forze Armate, con l’ingresso dell’Italia nella NATO. Nello stesso anno furono istituiti i tre SIOS in ciascuna forza armata.

## Direttori
- Colonnello Attilio Vigevano (ottobre 1925 - aprile 1926)
- Colonnello Carlo Barbieri (maggio 1926 - giugno 1927)
- Colonnello Luigi Toselli (luglio 1927 - giugno 1929)
- Generale di brigata Mario Vercellino (luglio 1929 - dicembre 1931)
- Colonnello Vittorio Sogno (gennaio 1932 - gennaio 1934)
- Colonnello Mario Roatta (febbraio 1934 - agosto 1939)
- Colonnello Paolo Angioy ad interim (ottobre 1936 - giugno 1937)
- Colonnello Donato Tripiccione ad interim (luglio 1937 - agosto 1939)
- Generale di brigata Giacomo Carboni (novembre 1939 - settembre 1940)
- Generale di brigata Cesare Amè (settembre 1940 - agosto 1943)
- Generale di corpo d’armata Giacomo Carboni commissario straordinario (18 agosto - 10 settembre 1943)
- Colonnello Pompeo Agrifoglio Capo 2ª Sezione Ufficio D (ottobre 1943 - dicembre 1945)

## Gli uomini del SIM
Molti ufficiali, agenti operativi e semplici informatori del SIM non potranno mai essere conosciuti in quanto, per definizione, "servitori ignoti". Oltre a quelli precedentemente citati, si stila comunque una lista di nomi di persone, in progressivo aggiornamento, che hanno servito il SIM in varie epoche. Si riscontra ciò dagli stati di servizio, o dalla loro memorialistica, che però rimane fonte non sempre affidabile.

### Dirigenti
- Colonnello Mario Calderini (vicecapo Servizio, MOVM, m. Africa orientale 1936);
- Colonnello Vittorio Gamba (capo sez. V "Intercettazione e Decrittazione" 1932 - 1938);
- Tenente colonnello Gianfranco Zuretti (capo sez. II "Situazione", MOVM, m. Africa orientale 1936);
- Tenente colonnello Giuseppe Pièche (capo sez. III "Controspionaggio" 1932 - 1936);
- Tenente colonnello Santo Emanuele (capo sez. III "Controspionaggio" 1936 - 1939 e capo uff. "Bonsignore" 1940 - 1941);
- Tenente colonnello Emilio Faldella (capo sez. speciale "Africa orientale" 1935 - 1936, capo SM CTV in Spagna 1936 - 1937);
- Tenente colonnello Manfredi Talamo (capo sez. "Prelevamento" 1940 - 1941, poi capo uff. "epurazione esercito" luglio - settembre 1943);
- Tenente colonnello Giovanni Duca (capo uff. "Calderini" 1940 - 1941);
- Tenente colonnello Ludovico Donati (capo uff. "Zuretti" 1940 - 1941);
- Colonnello Vincenzo Toschi (capo uff. "Bonsignore" 1941 - 1943);
- Tenente colonnello Giulio Fettarappa Sandri (presso uff. "Bonsignore" 1941 - 1943);
- Tenente colonnello Ettore Fagà (capo uff. "repressione quinte colonne" luglio - settembre 1943)
- Tenente colonnello Ugo Luca (dal 1925 al 1945 - nel 1943 capo del SIM Regia Aeronautica)
- Colonnello Manlio Gabrielli (dal 1939 al 1940 capo della casa militare del luogotenente del Re a Tirana)

### Operativi e collaboratori
- Maggiore Augusto Adam (Francia 1944, Valle d'Aosta 1945);
- Tenente colonnello Alberto Bechi Luserna (Francia 1940);
- Capitano Antonio Bonsignore (MOVM, m. Africa orientale 1936);
- Carmelo Borg Pisani (MOVM, m. Malta 1942);
- Nino Brondello (Shanghai 1939);
- Colonnello Bruttini (Africa orientale 1940 - 1942);
- Maggiore Paolo Caccia Dominioni (Sudan 1936, Egitto 1941, Italia settentrionale 1943 - 1945);
- Eugenio Cefis (Italia settentrionale 1943 - 1945);
- Colonnello Giuseppe Cordero Lanza di Montezemolo (MOVM, m. Roma 1943 -1944);
- Tenente Filippo De Grenet (MOVM, m. Roma 1943 - 1944);
- Tenente colonnello Giovanni De Lorenzo (MAVM Italia settentrionale 1943 - 1945);
- Capitano Francesco de Martini (, Africa orientale 1942 - 1943);
- Colonnello Giovanni Duca (MOVM, m. Italia settentrionale 1943 - 1944);
- Tenente Colonnello Giorgio Ercolani (m. Roma 1943 - 1944);
- Maggiore Amedeo Guillet (MAVM, Italia settentrionale 1944 - 1945);
- Tenente Raimondo Lanza di Trabia;
- 1° Senatore Vezio Lucchini (Africa orientale 1936);
- Sergente Maggiore Edoardo Melia Stato Maggiore Generale S.I.M. sezione Calderini dal 07.02.1944 (MBVM, Marche e Toscana marzo-giugno 1944)
- Ettore Muti (Roma 1943);
- Tenente Vito Pavano (Italia settentrionale 1943 - 1945);
- Tenente Spartaco Perini (Italia Centrale 1943 - 1945);
- Tenente Manlio Petragnani (Francia 1936 - 1937);
- Italo Pietra (Italia settentrionale 1944 - 1945);
- Giordano Bruno Rossoni (MOVM alla memoria);
- Donato Sanità (MOVM alla memoria);
- Ahmed Sayed (Egitto 1940 - 1942);
- Console Bivio Luigi Sbrana (Gibuti 1936);
- Colonnello Carlo Sirombo (Egitto 1940 - 1942);
- Guardiamarina Romano Travaglini (Italia settentrionale 1944 - 1945);
- Tenente Edgardo Sogno (MOVM), (Italia settentrionale 1943 - 1945);
- Tenente Luigi Stimolo (Italia settentrionale 1943 - 1945);
- Soldato Scelto Vincenzo Stimolo (Italia settentrionale 1943 - 1945);
- Tenente Erasmo Venturini (Bari, Italia settentrionale 1943 - 1945);
- Tenente colonnello Emiliano Vialardi di Sandigliano, (1 CGVM e 1 promozione per Merito di Guerra fronte del Piave, Montello 15-22 giugno 1918 - 1 CGVM, Italia settentrionale 1944 - 1945), 2ª Sezione Ufficio D (1947 - 1948);
- Paolo Zappa (Gibuti 1936).
- Brigadiere dei Reali Carabinieri Bortolo Martino Gatti [10] (Africa Settentrionale 1943 - Trieste 1944)
- Capitano Giovanni Slaviero (Modena, febbraio 1945- aprile 1945)[11]